# Robert Thylin
Axel Robert Thylin, född 7 juni 1917 i Stora Tuna församling, Kopparbergs län, död 1 april 2005 i Bäckebols församling, Göteborg
, var en svensk distributör och målare.
Han var son till järnvägsarbetaren Axel Thylin och Gerda Bååt och från 1948 gift med Lilian Marianne Viktoria Holmqvist. Thylin studerade konst för Wilgot Lind och Orvar Palm samt genom självstudier under resor till Frankrike. Han medverkade i Göteborgs konstförenings Decemberutställningar på Göteborgs konsthall och Stockholmssalongerna på Liljevalchs konsthall.  Hans konst består av landskapsmotiv och stilleben utförda i olja eller akvarell.